# دهستان دادین
دهستان دادین نام دهستانی در بخش جره و بالاده شهرستان کازرون در استان فارس ایران است.

## جمعیت
بر اساس سرشماری مرکز آمار ایران در سال ۱۳۹۵، جمعیت آن ۷۳۴۱ نفر بوده‌است. 

## مردم
مردم دهستان دادین از ایل قشقایی ، طایفه فارسیمدان هستند و به زبان ترکی قشقایی سخن می گویند.

این دهستان شامل آبادی های زیر است:
سرمشهد، تل سامان، دادین بالا، شاه منذر، کنار مکتب، علی آباد موصلی، غریب آباد، علی آباد سفلی، عرب، حشمت آباد، یاندرانلو، یوسف آباد، رضا آباد گرجایی، حسین آباد خانقلی، قربان آباد، ظهراب آباد، جواد آباد، گاودانک، فتح آباد، اولاد چلکو، چار بیشه، خنگ سبز، چم بهرامی، پای برج و...